# Saskia De Coster
Saskia A. J. de Coster est une écrivaine belge néerlandophone née à Louvain en 1976.

## Biographie
Chroniqueuse dans le journal De Morgen, elle est l’auteur de romans. Elle écrit aussi des textes de chanson pour Daan et Arno.
En 2010, elle est condamnée à 1 euro de dommages et intérêts pour avoir écrit une lettre au journal De Standaard sous le nom d'un ancien président de l'association Boerenbond et critiquant cette dernière,.
Elle est la compagne d’Inge Jooris, porte-parole du parti écologiste Groen.

## Prix et récompenses
Saskia De Coster a reçu le « Interuniversitaire Literaire Prijs aan de Katholieke Universiteit Leuven » le « Cutting Edge Award » en 2007.
Elle a reçu en 2014 le prix Opzij de littérature pour le roman Wij en ik.

## Œuvres
Ses œuvres ne sont pas traduites en français.
- Vrije Val, Amsterdam, Pays-Bas, Uitgeverij Bert Bakker, 2002, 166 p.  (ISBN 90-351-2376-X)
- Jeuk, Amsterdam, Pays-Bas, Uitgeverij Bert Bakker, 2004, 124 p.  (ISBN 90-351-2605-X)
- Eeuwige roem, ill. de Craigie Horsefield, Amsterdam, Pays-Bas, Uitgeverij Prometheus, 2006, 232 p.  (ISBN 90-446-0834-7)
- Held, Amsterdam, Pays-Bas, Uitgeverij Prometheus, 2007, 120 p.  (ISBN 978-90-446-1085-7)
- Dit is van Mij, Amsterdam, Pays-Bas, Uitgeverij Prometheus, 2009, 279 p.  (ISBN 978-90-446-1425-1)[5]
- Zusjes, Anvers, Belgique, Uitgeverij Manteau, 2012, 72 p.  (ISBN 978-90-223-2813-2)
- Wij en ik, Amsterdam, Pays-Bas, Uitgeverij Prometheus, 2013, 400 p.  (ISBN 978-90-446-2346-8)[1]